# José Bernabé Gutiérrez
Pour les articles homonymes, voir Gutiérrez.
José Bernabé Gutiérrez Parra, né le 21 décembre 1952 à Caicara del Orinoco (État de Bolívar), est un politique vénézuélien. En 2020, il a été nommé par la Cour suprême de justice (TSJ) président de l'AD et dirige actuellement la version pro-gouvernementale du parti. Il est accusé de multiples crimes dans l'État d'Amazonas et d'avoir participé à la fraude électorale de 2024.

## Biographie
Le 16 juin 2020, le Tribunal suprême de justice décide de remplacer Isabel Carmona de Serra et Henry Ramos Allup, par José Bernabé Gutiérrez. Le 15 décembre 2022, le TSJ confirme cette décision après la tenue d'élections internes.
Il est sanctionné en septembre 2020 pour son soutien au régime de Maduro. Élu député lors des législatives de 2020, il est sanctionné par l'Union européenne en février 2021.
Le député Luis Eduardo Martínez annonce sa candidature à l'élection présidentielle vénézuélienne de 2024 en octobre 2023 et bénéficie du soutien de José Bernabé Gutiérrez qui a retiré sa candidature. Les résultats du scrutin, remporté selon les résultats officiels par le président Maduro, sont contestés par la coalition d'opposition de la Plateforme unitaire. Ces fraudes du camp présidentiel ont provoqué des manifestations de 2024 au Venezuela, réprimées par le pouvoir.